# Magyar Szó (napilap, 1929–1937)
A Magyar Szó politikai napilap Nagyváradon 1929-1937-ben. 1929-ben alapította Kövér Gusztáv, felelős szerkesztője Zágoni Dezső. Többszöri betiltása miatt számos címváltozáson ment át, Árvay Árpád szerkesztésében Magyar Hírlap, később Erdélyi Magyar Szó, Új Magyar Szó címmel folytatódott (1930-37). A szerkesztésben részt vett Daróczi Kiss Lajos (1936-37). Silbermann Jenő szociológiai és közgazdasági cikkeket írt a lapba.